# Endri Karina
Endri Karina (Elbasan, 2 maart 1989) is een Albanees gewichtheffer, actief in de klasse van de middenzwaargewichten (klasse tot 94 kg). Karina nam eenmaal deel aan de Olympische Zomerspelen, maar behaalde geen medaille. 
Op de Olympische Spelen in Londen in 2012 eindigde hij met een totaal van 350 kg op de 14e plaats.

## Persoonlijke records
| Onderdeel | Prestatie | Datum           | Plaats |
| --------- | --------- | --------------- | ------ |
| trekken   | 160 kg    | 4 november 2011 | Parijs |
| stoten    | 195 kg    | 4 november 2011 | Parijs |
| totaal    | 355 kg    | 4 november 2011 | Parijs |

## Belangrijkste resultaten
Zwaargewichten  (- 105 kg)
- 2008: 14e EK – 332 kg

Middenzwaargewichten (- 94 kg)
- 2008: 7e  Junioren-WK – 325 kg
- 2009: 11e  Junioren-WK – 342 kg
- 2009: 7e  Junioren-EK – 344 kg
- 2010: 6e EK – 358 kg
- 2011: 20e WK – 355 kg
- 2012: 14e OS  - 350 kg